# ECMO-ambulans
En ECMO-ambulans är en ambulans för transport av extremt smittsamma patienter och patienter som behöver ECMO-vård. Ambulansen är även utrustad för att kunna transportera patienter som är i behov av intensivvård. Den har möjlighet att vårda patienter i respirator, ansluta dropp och sprutpumpar och samtidigt ha övervakning på monitor.

## ECMO-ambulanser i Sverige
I början på 1990-talet behandlades ett ebolafall på infektionskliniken vid Linköpings universitetssjukhus. I samband med detta startades ett projekt där Avdelningen för flyg- och räddningsmedicin i Linköping, Försvarsmakten, Transport- och specialflygenheten (TSFE, 71. Transportflygdivisionen) vid Såtenäs, samt Falck Ambulans  utvecklade en flyggodkänd specialambulans
. 
Karolinska Universitetssjukhusets ECMO-centrum använder specialambulansen vid flygtransporter med Herculesplan och utför cirka 20-25 uppdrag per år inom Europa.